# Microchirus azevia
Microchirus azevia är en fiskart som först beskrevs av De Brito Capello, 1867.  Microchirus azevia ingår i släktet Microchirus och familjen tungefiskar. Inga underarter finns listade i Catalogue of Life.